# 狩野伊織
狩野 伊織（かのう いおり、生没年不詳）は、江戸時代前期の狩野派（京狩野）の絵師。別名に光員（みつかず）、三益（さんえき）、山益、信吉。初代当主狩野山楽の次男とされるが、経歴に不明な点が多い。

## 経歴
京都所司代板倉重宗の裁判記録『公事留帳』にある慶安2年（1649年）9月25日の記録では、狩野山雪は狩野山楽の娘・竹の婿で、竹の弟で山雪の義弟に光教と伊織という人物がいたことが書かれており、竹が慶長6年（1601年）生まれであるため伊織の誕生はそれ以降とされる（光教は慶長20年（元和元年・1615年）に夭折）。
『古画備考』増訂版で「イニ（一説に）光教弟、光員伊織」とあるが、五十嵐公一の調査によると、寛永8年（1631年）に備前岡山藩主池田忠雄が母督姫を弔うために建てた知恩院塔頭良正院本堂（重要文化財）に、三益の名で襖絵を描いていたことが判明した。福岡市美術館所蔵の源氏物語屏風（蟻通・伊勢の海屏風）に狩野伊織と署名、山益の落款と画風の一致より同一人物であることが確定した（史料では山益が三益と表記されることがあるため）。更に門脇むつみ・山下善也の調査で伊織の作品が3点見つかり、大阪市立美術館に『花卉禽獣図押絵貼屏風』、山形美術館に『遊楽図貼交屏風』、個人蔵に『人物花鳥山水図押絵貼屏風』があること、伊織に光員・信吉の別名があったことも判明した。
父から絵師としての教育を受け、父の下に義兄の山雪と並ぶ絵師として配されたとされる。寛永4年（1627年）以前と推測される『当麻寺縁起絵巻』の制作に父や義兄らと共に参加、「光孝」の名で上巻第1段を父と共に担当した。寛永8年の良正院本堂襖絵も当初父との共同だったが、父が絵を描けなくなり単独で襖絵を仕上げたという。寛永12年（1635年）に父が亡くなった後は山雪が後を継ぎ、伊織は家を飛び出したとされる。山下善也は伊織は不行跡で勘当されたため後を継げなかったと推測しているが真相は不明。
父の死から7年後の寛永19年（1642年）、江戸狩野の狩野探幽を中心とした禁裏御所障壁画制作に参加、住吉如慶・海北友雪と共に「二ノ対屋」を担当した。この制作に山雪は加わっていないが、伊織の扱いに苦慮して参加を辞退したのではないかとされている。
それから更に7年後の慶安2年9月25日の公事留帳の記録に伊織と山雪の名が記されている。内容は伊織が山雪名義で借金をして返せなかったため、借主の木屋太郎左衛門から訴えられ、前年の慶安元年（1648年）5月7日の裁許で伊織は揚屋に留置された。だが慶安2年9月25日に再度行われた裁判で、縁座（親族の連座）を適用すべきと考えた板倉重宗の判断で、山雪が伊織と入れ替わりで揚屋に留置された。こうした山雪の苦難に九条幸家が救いの手を差し伸べ、詳しい時期は不明だが慶安年間に山雪は釈放されたという。
慶安2年の裁判から11年後の万治3年（1660年）8月1日、寛文3年（1663年）3月3日と7月17日に二条家に出入りしたことが二条家の記録『二条家内々御番所日次記』に記されている。この時期に前後して甥の狩野永納は禁裏御所障壁画制作に3度参加しており、承応4年（明暦元年・1655年）、寛文3年、延宝3年（1675年）の障壁画制作に参加しているが、その背景には伊織が寛永19年の禁裏御所障壁画制作に参加したという履歴が大きかったとされる。ただし両者の関係は疎遠で、寛文3年3月3日に永納が二条家に参上した後に伊織も二条家に参上したが、2人は一緒ではなかったことが二条家内々御番所日次記に確認されている。以後伊織は消息不明となり、京狩野菩提寺で歴代の墓がある泉涌寺に伊織の墓は無く、もう1つの菩提寺で過去帳に京狩野の記録がある浄慶寺にも伊織の記録は無い。裁判で京狩野に迷惑をかけたことで伊織は京狩野から記録を抹消されたと推測されている。

## 作品
| 作品名                     | 技法     | 形状・員数 | 寸法（縦x横cm）                               | 所有者         | 年代              | 落款 | 印章 | 文化財指定 | 備考                                   |
| -------------------------- | -------- | ---------- | --------------------------------------------- | -------------- | ----------------- | ---- | ---- | ---------- | -------------------------------------- |
| 知恩院塔頭良正院本堂障壁画 |          |            |                                               | 良正院         | 寛永8年（1631年） |      |      |            | 閏10月25日付良正院宗把書状案に「三益」 |
| 蟻通・伊勢の海屏風         | 紙本着色 | 六曲一双   | 87.7x41.2（第1扇、第6扇） 87.7x46.8（他の扇） | 福岡市美術館   | 17世紀            |      |      |            |                                        |
| 花卉禽獣図押絵貼屏風       | 紙本着色 | 六曲一双   |                                               | 大阪市立美術館 |                   |      |      |            |                                        |
| 遊楽図貼交屏風             |          |            |                                               | 山形美術館     |                   |      |      |            |                                        |
| 人物花鳥山水図押絵貼屏風   |          |            |                                               | 個人           |                   |      |      |            |                                        |